# Старомышастовская
Старомышастовская — станица в Динском районе Краснодарского края.
Административный центр Старомышастовского сельского поселения.
Население — 10,6 тыс. жителей (2010).

## География
Станица расположена на берегу реки Кочеты (приток Кирпили), в степной зоне, в 16 км северо-западнее районного центра — станицы Динская.
Железнодорожная станция Мышастовка на линии «Краснодар (25 км) — Тимашёвск (36 км)».

## История
Мышастовское куренное селение основано в 1794 году в числе первых 40 куреней Черноморского казачьего войска. Название перенесено с куреня Сечи. Переименовано в Старомышастовское в 1823 году после отделения части казаков в Новомышастовский курень.
Первоначально Мышастовский курень был основан в 1794 году именно на месте современной станицы Новомышастовская. Это место было выбрано отрядом казаков во главе с войсковым есаулом М. Гуликом еще до общего переселения на Кубань. Однако многие переселенцы были недовольны выбором земель. Причинами были набеги горцев, отсутствие пресной воды и т. д.
Большое количество куреней «переехали» на новое место жительства, часть до 1810 года, часть в 1810 году. Среди них Джерелиевский, Каневской, Медведовский, Брюховецкий, Роговской, Поповичевский ((современная станица Калининская) бывший на месте современной станицы Марьянской), Тимашевский и другие курени.
В 1823 году происходит откат части населения из Мышастовского куреня (нынешней ст. Старомышастовской) в новое место жительства, с чем и связывают дату основания станицы Новомышастовской.

## Экономика
Агропромышленные предприятия. ООО "Хотос"; ООО "Старомышастовское"; ООО "Агрофирма Луч";

## Социальная сфера
Две общеобразовательные школы: БОУ СОШ №31, МОУ СОШ №37. Музыкальная школа. Четыре детских сада.

## Население
| 1939 | 1979  | 2002    | 2010    | 2021    |
| ---- | ----- | ------- | ------- | ------- |
| 7678 | ↗9445 | ↗10 489 | ↗10 610 | ↗11 250 |

## Известные люди
- Крыжановская, Дарья Ивановна (1896 – 1920 гг.), казачка.Санитарка 3-го эскадрона 37-й кавалерийской бригады, кавалер ордена Красной Звезды. Первая женщина в Республике, награжденная этим орденом. 08.11.1919г. приказ № 312 Революционного военного совета Республики (РВСР)  о награждении